# Ситник тонкий
Си́тник то́нкий (лат. Juncus tenuis) — травянистое растение, вид рода Ситник семейства Ситниковые (Juncaceae).
Небольшое растение родом из Северной и Южной Америки, занесённое во многие регионы мира, где из-за высокой конкурентоспособности вытесняет местные виды и нарушает естественные экосистемы.

## Ботаническое описание
Многолетнее дерновинное травянистое растение 10—40(50) см высотой. Стебли прямостоячие, жёсткие до слабых.
Листья прикорневые, обычно в числе 2—3, линейные, 0,5—1,8 мм шириной и 4—12(23) см длиной, часто с завёрнутым краем, с острым концом.
Соцветия состоят из 5—40 цветков, щитковидно-метёльчатые, с неравными веточками, с двумя прицветниками в основании, один из которых равен соцветию по длине, другой в два раза длиннее. Цветки с двумя плёнчатыми прицветничками. Доли околоцветника ланцетовидные, 3,3—4,4 мм длиной, желтовато-зелёные, с белым плёнчатым краем. Тычинки в числе 6, нити 0,5—0,9 мм длиной, пыльники — 0,1—0,2 мм.
Плод — эллиптическая или яйцевидная коробочка жёлто-коричневого цвета 3,5—4,5 мм длиной. Семена жёлто-коричневые, эллиптические, 0,3—0,7 мм длиной.

## Распространение
Родина растения — Северная и Южная Америка, где оно встречается как в естественных местообитаниях, так и в нарушенных экосистемах. В Евразии, Африке и Австралии — инвазивный вид, легко распространяющийся по нарушенным территориям. На острове Святой Елены вытесняет растительность, служащую местами гнездования эндемичного зуйка Charadrius sanctaehelenae.

## Таксономия
Вид был впервые действительно описан во 2-м томе 4-го издания Species plantarum, подготовленного Карлом Людвигом Вильденовом, вышедшем в марте 1799 года.

### Синонимы
- Juncus bicornis Michx., 1803
- Juncus bicornis var. williamsii (Fernald) Vict., 1929
- Juncus chloroticus Schult. & Schult.f., 1829
- Juncus germanorum Steud., 1855
- Juncus gesneri Sm., 1824
- Juncus gracilis Sm., 1800
- Juncus involucratus Kirk, 1877
- Juncus lucidus Hochst., 1844
- Juncus macer Gray, 1821
- Juncus macer f. williamsii (Fernald) F.J.Herm., 1938
- Juncus macer var. williamsii (Fernald) Fernald, 1930
- Juncus smithii Kunth, 1841
- Juncus tenuis f. victorinii Raymond, 1950
- Juncus tenuis f. williamsii (Fernald) F.J.Herm., 1945
- Juncus tenuis subsp. bicornis (Michx.) P.Fourn., 1935
- Juncus tenuis var. bicornis (Michx.) E.Mey., 1828
- Juncus tenuis var. germanorum (Steud.) Rouy, 1912
- Juncus tenuis var. laxiflorus Fiek, 1890
- Juncus tenuis var. multicornis E.Mey., 1828
- Juncus tenuis var. nakaii Satake, 1933
- Juncus tenuis var. williamsii Fernald, 1901
- Juncus tristanianus Hemsl., 1885
- Juncus vacillans Steud., 1855